# Bedingfield (Suffolk)
Pour les articles homonymes, voir Bedingfield.
Bedingfield est un village et une paroisse civile du Suffolk, en Angleterre.